# El norte sobre el vacío
El norte sobre el vacío es una película mexicana dramática del 2022, dirigida por Alejandra Márquez Abella, escrita por Márquez Abella y Gabriel Nuncio, basada en el caso real del empresario y cazador mexicano Alejo Garza Tamez. quien fue asesinado al tratar de proteger sus tierras de una organización criminal. Protagonizada por Gerardo Trejoluna, Paloma Petra, Dolores Heredia, Mayra Hermosillo, Juan Daniel García, Raúl Briones y Fernando Bonilla, la película fue filmada en los estados de Nuevo León y Tamaulipas, contó con el apoyo del Programa de Fomento al Cine Mexicano (Focine).
La película se estrenó en el Festival Internacional de Cine de Berlín 2022 en la sección Panoramas, y tuvo su estreno nacional en el Festival Internacional de Cine de Morelia 2022, donde ganó el premio a Mejor Largometraje, Mejor Guion y Mejor actor. Se estrenó en PrimeVideo el 28 de octubre de 2022.
En la 65° edición de los Premios Ariel, obtuvo 16 nominaciones, incluyendo Mejor Película, Mejor Dirección, Mejor Actor, Mejor Coactuación Femenina, Mejor Coactuación Masculina, y Mejor Guion Original, de los cuales ganó dos: Mejor Película y Mejor Coactuación Masculina para Raúl Briones.

## Argumento
Don Reynaldo (Gerardo Trejoluna) es un reconocido cazador en declive. Cuando aparece la amenaza de perder su patrimonio y el legado de su padre, la dinámica con su familia, con sus trabajadores y con la tierra será trastocada de manera peligrosa. 

## Reparto
- Gerardo Trejoluna - Don Reynaldo
- Paloma Petra - Rosa
- Dolores Heredia - Sofía
- Mayra Hermosillo - Lily
- Juan Daniel García - Tello
- Raúl Briones - Guzmán
- Fernando Bonilla - Raúl
- Francisco Barreiro - Elías
- Mariana Villegas - Laura
- Marco García - Arnulfo

## Premios y nominaciones
| Premio                                    | Categoría                                             | Nominaciones                                                         | Resultado |
| ----------------------------------------- | ----------------------------------------------------- | -------------------------------------------------------------------- | --------- |
| Festival Internacional de Cine de Berlín  | Premio del Público - Sección Panorama                 | El Norte Sobre El Vacío                                              | Nominado  |
| Festival Internacional de Cine de Morelia | Ojo a Mejor Actor de Largometraje Mexicano de Ficción | Gerardo Trejoluna                                                    | Ganador   |
| Festival Internacional de Cine de Morelia | Mejor Guion de Largometraje Mexicano de Ficción       | Gabriel Nuncio Alejandra Márquez Abella                              | Ganador   |
| Festival Internacional de Cine de Morelia | Mejor Largometraje Mexicano de Ficción                | El Norte Sobre el Vacío                                              | Ganador   |
| Diosas de Plata                           | Mejor Actor                                           | Gerardo Trejoluna                                                    | Nominado  |
| Diosas de Plata                           | Mejor Coactuación Femenina                            | Paloma Petra                                                         | Nominada  |
| Diosas de Plata                           | Mejor Papel de Cuadro Masculino                       | Raúl Briones                                                         | Nominado  |
| 65° Edición Premio Ariel                  | Mejor Película                                        | El Norte Sobre el Vacío                                              | Ganador   |
| 65° Edición Premio Ariel                  | Mejor Dirección                                       | Alejandra Márquez Abella                                             | Nominada  |
| 65° Edición Premio Ariel                  | Mejor Guion Cinematográfico Original                  | Alejandra Márquez Abella Gabriel Nuncio                              | Nominados |
| 65° Edición Premio Ariel                  | Mejor Actuación Masculina                             | Gerardo Trejoluna                                                    | Nominado  |
| 65° Edición Premio Ariel                  | Mejor Coactuación Masculina                           | Fernando Bonilla                                                     | Nominado  |
| 65° Edición Premio Ariel                  | Mejor Coactuación Masculina                           | Raúl Briones                                                         | Ganador   |
| 65° Edición Premio Ariel                  | Mejor Coactuación Femenina                            | Dolores Heredia                                                      | Nominada  |
| 65° Edición Premio Ariel                  | Mejor Fotografía                                      | Claudia Becerril Bulos                                               | Nominada  |
| 65° Edición Premio Ariel                  | Mejor Sonido                                          | Palo Betancourt Pedro 'Zulu' González Yuri Laguna Gerardo Villarreal | Nominados |
| 65° Edición Premio Ariel                  | Mejor Edición                                         | Miguel Schverdfinger                                                 | Nominado  |
| 65° Edición Premio Ariel                  | Mejores Efectos Especiales                            | Luis Eduardo Ambriz Martínez                                         | Nominado  |
| 65° Edición Premio Ariel                  | Mejores Efectos Visuales                              | Raúl Luna                                                            | Nominado  |
| 65° Edición Premio Ariel                  | Mejor Diseño de Arte                                  | Sandra Cabriada                                                      | Nominada  |
| 65° Edición Premio Ariel                  | Mejor Maquillaje                                      | Pedro Guijarro                                                       | Nominado  |
| 65° Edición Premio Ariel                  | Mejor Vestuario                                       | Amanda Cárcamo                                                       | Nominada  |
| 65° Edición Premio Ariel                  | Mejor Música Original                                 | Tomás Barreiro                                                       | Nominado  |